# タキシード・ペンギン
『タキシード・ペンギン』　(原題：Tennessee Tuxedo and His Tales)　とは、アメリカ合衆国のトータルテレビジョンが制作したテレビアニメ。1963年から1966年までCBSで放送。日本では、東京12チャンネル（現：テレビ東京）の『マンガのくに』で放送された後、1971年頃には独立番組として平日12時00分 - 12時15分に放送された。カートゥーンネットワークでも放送されたかは不明、アンダー・ドッグ・ショーで本作も放送されたかが確認できていない。

## あらすじ
メガポリス動物園に暮らすテネシーとチャムリー。いつも動物園から逃げ出すと、悪いやつらに遭遇して大変なことになってしまう。そんな重大な問題を解決できるのは、我らが英雄のナンデモ博士だけである。

## キャラクター
タキシード・ペンギン　(Tennessee Tuxedo)
声：ドン・アダムス/ 吹き替え：山崎唯
不器用なペンギン。彼は動物園から逃れる。
チャムリー　(Chumley)
声：ブラッドリー・ボルク / 吹き替え：槐柳二
タキシード・ペンギンの相棒のセイウチ。
ナンデモ博士　(Phineas J Whoopee)
声：ラリー・ストーチ/ 吹き替え：？
教授、彼はすべての答えを知っている。
スタンリー　(Stanley Livingston)
声：モート・マーシャル / 吹き替え：？
動物園の飼育係。
- その他 - 仲村秀夫[3]